# Zahrensdorf
Zahrensdorf este o comună din landul Mecklenburg-Pomerania Inferioară, Germania.